# Betsy Russell
Betsy Russell (rozená Elizabeth Russell, * 6. září 1963 San Diego) je americká filmová a televizní herečka, která je známá především díky rolím ve filmech Soukromá škola (1983), Tomboy (1985) a jako Jill Tuck, jedna z hlavních postav filmové série Saw z let 2006–2010. Kombinuje hollywoodskou kariéru s rolí matky, terapeutky a koučky osobního růstu.
Po narození synů si dala na několik let pauzu v herectví a věnovala se rodině. Do Hollywoodu se vrátila po témeř patnácti letech rolí Jill Tuck v pokračování filmové série Saw (Saw 3–7) Russell je certifikovaná životní koučka a hypnotizérka z univerzity v Santa Monice.

## Biografie
Elizabeth Russell se narodila 6. září 1963 v San Diegu v Kalifornii v rodině burzovního analytika Richarda Russella, který více než padesát let psal burzovní věstník Dow Theory Letters. Je vnučkou novináře, fejetonisty a pedagoga Maxe Lernera, její otec i dědeček z matčiny strany byli Židé. O herectví se začala zajímat již ve školních letech a během studia na střední škole Mission Bay High School se objevila v reklamě na Pepsi. Po maturitě v roce 1981 se přestěhovala do Los Angeles, kde se nějakou dobu živila jako servírka.
První větší roli si zahrála v roce 1982 ve filmu Let's Do It! V témže roce získala role v seriálech T. J. Hooker, Rodinná pouta a The Powers of Matthew Star. Do povědomí diváků se zapsala v následujícím roce rolí Jordan Leigh-Jenson v komedii Soukromá škola (1983). Scéna, v níž jede ve zpomaleném záběru nahoře bez na koni, je považována za jednu z nejvíce sexy scén filmové historie. Během natáčení akčního filmu Anděl se mstí (1985) dostala nabídku na konkurz do filmu Silverado z roku 1985, ale odmítla ji.
V osmdesátých letech 20. století se objevila v řadě béčkových filmů, včetně komedie Tomboy (1985) a slasheru Cheerleader Camp (1987). Objevila se také v televizních seriálech, jako A-Team, To je vražda, napsala, 1st & Ten a v jedné epizodě seriálu Superboy.
Po patnácti letech, kdy se vzdala herectví a věnovala se rodině, se objevila v malé roli ve filmu Saw III, kde hrála bývalou manželku Johna Kramera Jill Tuck. Poté hrála v pokračováních Saw IV, Saw V, Saw VI a Saw 3D. V roce 2010 si zahrála ve filmu Řetězová zpráva (2010) a roku 2014 ve fimu My Trip Back to the Dark Side (2014).

### Osobní život
V srpnu 1988 se zasnoubila s hercem Vincentem Van Pattenem (syn herce Dicka Van Pattena) a v následujícím roce se vzali. Mají spolu dva syny, Dukea a Vince. Starší syn Duke se stal také hercem. V roce 2001 se rozvedli. Russell byla předtím zasnoubená s filmovým producentem Markem Burgem. Od roku 2010 žije v Malibu v Kalifornii. Absolvovala magisterský program duchovní psychologie na univerzitě v Santa Monice a je certifikovanou hypnotizérkou a životní koučkou. S dobrovolnickou skupinou „Freedom to Choose“ chodí do věznic s maximální ostrahou a koučuje vězněné muže a ženy.

## Filmografie

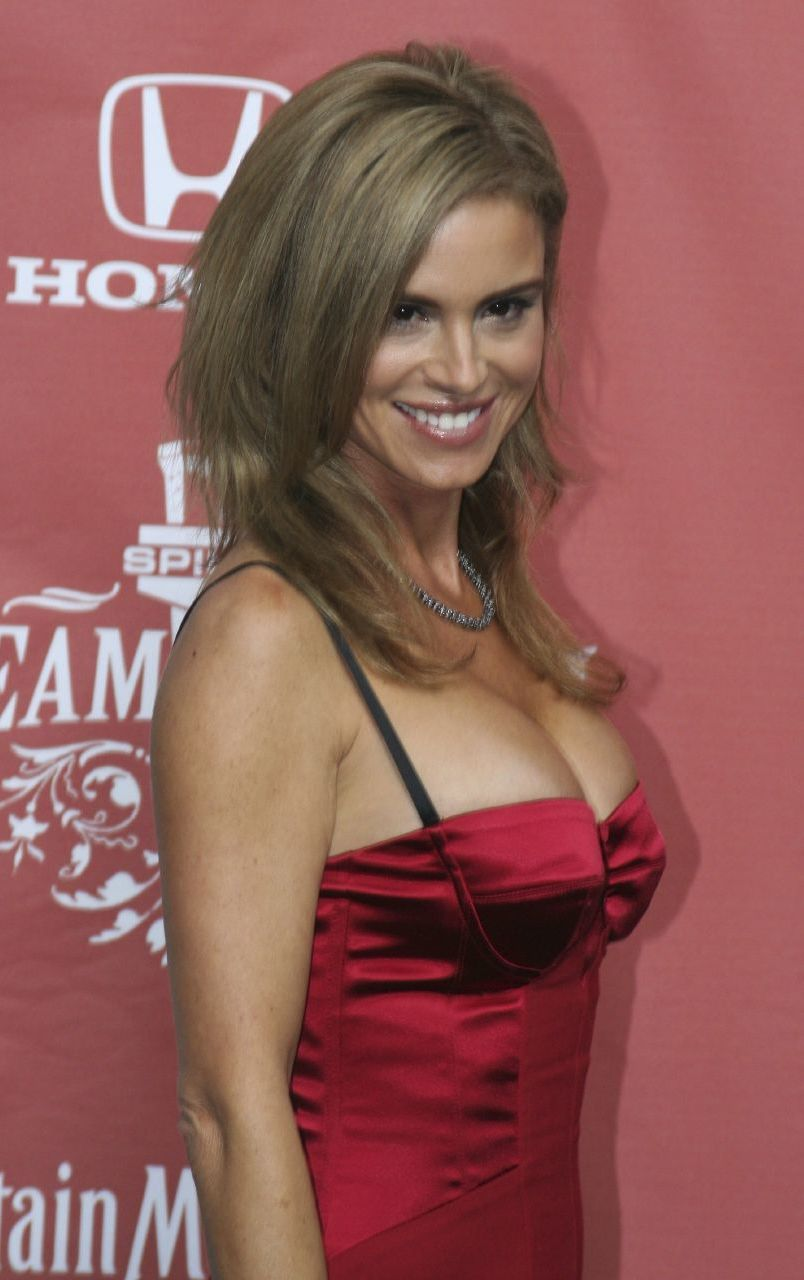
Betsy Russell v roce 2007

### Film
| Rok  | Název                              | Role                   |
| ---- | ---------------------------------- | ---------------------- |
| 1982 | Let's Do It!                       | Kittie                 |
| 1983 | Soukromá škola (Private School)    | Jordan                 |
| 1985 | Anděl se mstí (Avenging Angel)     | Molly "Angel" Stewart  |
| 1985 | Tomboy                             | Tomasina 'Tommy' Boyd  |
| 1985 | Out of Control                     | Chrissie Baret         |
| 1988 | Cheerleader Camp                   | Alison Wentworth       |
| 1989 | Špinavá válka (Trapper County War) | Lacey Luddigger        |
| 1991 | Camp Fear                          | Jamie                  |
| 1992 | Plamen zločinu (Delta Heat)        | Vicky Forbes           |
| 1993 | Ach, ta láska (Amore!)             | Cheryl Schwartz        |
| 1995 | The Break                          | Candy                  |
| 2000 | The Flunky                         | Candy                  |
| 2006 | Saw 3                              | Jill Tuck              |
| 2007 | Saw 4                              | Jill Tuck              |
| 2008 | Saw 5                              | Jill Tuck              |
| 2009 | Saw 6                              | Jill Tuck              |
| 2010 | Řetězová zpráva (Chain Letter)     | Sergeant Hamill        |
| 2010 | Saw 7                              | Jill Tuck              |
| 2012 | Lose Yourself                      | Destiny                |
| 2014 | My Trip Back to the Dark Side      | Destiny                |
| 2014 | Knock 'em Dead                     | Louanne / Laurie Grant |
| 2022 | Bully High                         | Beth White             |

### Televize
| Rok       | Název                                          | Role                 | Poznámka                                                                         |
| --------- | ---------------------------------------------- | -------------------- | -------------------------------------------------------------------------------- |
| 1982      | The Powers of Matthew Star                     | Dawn                 | Episoda Jackal                                                                   |
| 1982      | T. J. Hooker                                   | teenager             | Episoda Second Chance                                                            |
| 1982      | Rodinná pouta (Family Ties)                    | dívka                | Episoda Not with My Sister You Don't                                             |
| 1984-1986 | The A-Team                                     | Tina Adrian Prescott | - Episoda Bullets and Bikinis - Episoda Members Only                             |
| 1986      | To je vražda, napsala (Murder, She Wrote)      | Doris Robinson       | Episoda Kdo je v nebezpečí?                                                      |
| 1986–1987 | 1st & Ten                                      | Christy              | - Episoda Yinessa's Interview - Episoda Easy Come, Easy Go - Episoda The Big One |
| 1989      | Pulitzerova cena (Roxanne: The Prize Pulitzer) | Liza Pulitzer        | TV film                                                                          |
| 1989      | Superboy                                       | Serene               | Episoda Superboy... Rest in Peace                                                |
| 1995      | Platypus Man                                   | Becky                | Episoda The Crush                                                                |
| 2010      | Kletba džungle (Mandrake)                      | Felicia              | TV film                                                                          |
| 2013      | First Class Fear                               | Gayle                | TV film                                                                          |
| 2017      | Vymodlené dítě (Born and Missing)              | Dr. Taylor           | TV film                                                                          |
| 2018      | Robot Chicken                                  | Lori                 | Episoda Your Mouth Is Hanging off Your Face                                      |